# Oscar Wilffert
Oscar Wilffert (Zaandam, 29 mei 1994) is een voormalig Nederlands profvoetballer die doorgaans speelt als centrale verdediger. In juli 2024 verruilde hij vv Noordwijk voor ADO '20.

## Clubcarrière
Wilffert speelde in de jeugdopleiding van AZ en maakte later de overstap naar FC Volendam, waar hij de gehele opleiding doorliep. In de zomer van 2013 werd hij doorgeschoven naar de eerste selectie. Op 3 augustus maakte de verdediger als basisspeler zijn debuut tijdens het duel met Almere City (2–3 winst). Hij werd twintig minuten voor tijd afgelost door aanvaller Henk Veerman. Na het seizoen 2014/2015 kreeg hij te horen dat zijn contract bij FC Volendam niet verlengd zou worden.
Op 22 juni 2015 tekende Wilffert voor Hoofdklasser OFC uit Oostzaan. Die club nam hem transfervrij over van FC Volendam. Een jaar later verkaste Wilffert naar Tweede divisionist Koninklijke HFC uit Haarlem. Hier verlengde hij in december 2018 zijn verbintenis met een jaar tot medio 2020. Na zeven seizoenen bij HFC stapte Wilffert over naar vv Noordwijk. Medio 2024 nam ADO '20 hem over.

## Clubstatistieken
| Seizoen | Club            | Competitie     | Competitie | Competitie | Beker | Beker | Internationaal | Internationaal | Totaal | Totaal |
| Seizoen | Club            | Competitie     | Wed.       | Dlp.       | Wed.  | Dlp.  | Wed.           | Dlp.           | Wed.   | Dlp.   |
| ------- | --------------- | -------------- | ---------- | ---------- | ----- | ----- | -------------- | -------------- | ------ | ------ |
| 2013/14 | FC Volendam     | Eerste divisie | 5          | 0          | 0     | 0     | —              | —              | 5      | 0      |
| 2014/15 | FC Volendam     | Eerste divisie | 6          | 0          | 0     | 0     | —              | —              | 6      | 0      |
| 2015/16 | OFC             | Hoofdklassee   | 20         | 0          | 0     | 0     | —              | —              | 20     | 0      |
| 2016/17 | Koninklijke HFC | Tweede divisie | 29         | 0          | 2     | 1     | —              | —              | 31     | 1      |
| 2017/18 | Koninklijke HFC | Tweede divisie | 33         | 0          | 2     | 0     | —              | —              | 35     | 0      |
| 2018/19 | Koninklijke HFC | Tweede divisie | 33         | 0          | 3     | 0     | —              | —              | 36     | 0      |
| 2019/20 | Koninklijke HFC | Tweede divisie | 19         | 0          | 0     | 0     | —              | —              | 19     | 0      |
| 2020/21 | Koninklijke HFC | Tweede divisie | 3          | 0          | 1     | 0     | —              | —              | 4      | 0      |
| 2021/22 | Koninklijke HFC | Tweede divisie | 24         | 0          | 1     | 0     | —              | —              | 25     | 0      |
| 2022/23 | Koninklijke HFC | Tweede divisie | 8          | 0          | 0     | 0     | —              | —              | 8      | 0      |
| 2023/24 | vv Noordwijk    | Tweede divisie | 24         | 1          | 1     | 0     | —              | —              | 25     | 1      |
| 2024/25 | ADO '20         | Tweede divisie | 18         | 1          | 0     | 0     | —              | —              | 18     | 1      |
| 2025/26 | ADO '20         | Derde divisie  | 1          | 0          | 0     | 0     | —              | —              | 1      | 0      |
| Totaal  | Totaal          | Totaal         | 223        | 2          | 10    | 1     | 0              | 0              | 233    | 3      |

Bijgewerkt op 20 augustus 2025.

## Persoonlijk
Wilffert studeerde bedrijfskunde aan de Vrije Universiteit Amsterdam. Hij is werkzaam als projectmanager bij spoorbeheerder ProRail.